# Ascocorticium
Ascocorticium is het enige geslacht van de familie Ascocorticiaceae van de orde Helotiales uit de klasse Leotiomycetes.

## Soorten
Volgens Index Fungorum telt het geslacht drie soorten (peildatum december 2022):
| Soortnaam                                   | Auteur(s)                   | Publicatiejaar |
| ------------------------------------------- | --------------------------- | -------------- |
| Ascocorticium anomalum (Dennenschorsvlekje) | (Ellis & Harkn.) J. Schröt. | 1897           |
| Ascocorticium effusum                       | Rodway                      | 1921           |
| Ascocorticium sorbicola                     | Crous & Declercq            | 2022           |